# Rory O’Connor (republikanin)
Rory O’Connor (irl. Ruairí Ó Conchúir; ur. 1883, zm. 8 grudnia 1922) – irlandzki działacz republikański, bojownik IRA, uczestnik walk w Irlandii.
O’Connor urodził się w Dublinie w 1883 i w młodości pracował jako inżynier na kolei w Kanadzie. Po powrocie do Irlandii zaangażował się w ruch narodowy. Brał udział w powstaniu wielkanocnym w 1916 roku, po którym został aresztowany. W czasie irlandzkiej wojny o niepodległość z lat 1919–1921 znajdował się we władzach IRA.
Nie zaakceptował traktatu angielsko-irlandzkiego z 1921 roku o utworzeniu Wolnego Państwa Irlandzkiego. Opowiadał się za walką o wyzwolenie także Irlandii Północnej. 26 marca 1922 odbyła się konferencja dowódców przeciwnych porozumieniu w ówczesnym kształcie.
W kwietniu 1922 O’Connor razem dwustoma swoimi zwolennikami opanowali budynek Four Courts w Dublinie by zmusić do współpracy probrytyjski rząd oraz sprowokować wojska brytyjskie. Dowódca wojsk Wolnego Państwa Irlandzkiego, Michael Collins, po oblężeniu i tygodniowych walkach w centrum stolicy pokonał bojowników. Było to pierwsze starcie irlandzkiej wojny domowej. O’Connor ewakuował się z Dublina.
8 grudnia razem z innymi republikanami (Liam Mellows, Richard Barrett, Joe McKelvey) został aresztowany i rozstrzelany. Egzekucji dokonał Kevin O’Higgins, który zaledwie rok wcześniej był drużbą na ślubie O’Connora.